# Monika Paulat
Monika Paulat (geboren 17. Dezember 1948 in Norden) ist eine deutsche Juristin, ehemalige Richterin und Gerichtspräsidentin. Sie ist die einzige Person in der Bundesrepublik, die nacheinander vier Landessozialgerichte in drei Bundesländern leitete.

## Ausbildung
Nach dem Abitur studierte Monika Paulat Jura an der Universität Frankfurt am Main. Sie beendete das Studium mit der Ersten Juristischen Staatsprüfung. Ihre erste Station im Rechtsreferendariat war der Landgerichtsbezirk Aurich.
1976 absolvierte sie die Zweite Juristische Staatsprüfung in Hannover.

## Karriere

### 1978–1984: Sozialgerichte Oldenburg und Aurich
Ihre Laufbahn im Justizdienst begann Monika Paulat im März 1978 in Niedersachsen mit einer fünfmonatigen Einweisung am Landessozialgericht in Celle. Danach wurde sie an das Sozialgericht Oldenburg versetzt. Nach 13 Monaten wurde sie wohnortnah am Sozialgericht Aurich eingesetzt und dort im März 1981 zur Richterin am Sozialgericht ernannt.

### 1984–1988: Landessozialgericht Niedersachsen
Die Präsidialrichterin des Landessozialgerichts in Celle warb Mitte der 1980er Jahre bei jungen Richterinnen und Richtern an den Sozialgerichten um Interesse für eine Tätigkeit in der zweiten Instanz der Sozialgerichtsbarkeit, dem Landessozialgericht. So ließ Monika Paulat sich für ein Jahr dorthin zur Erprobung abordnen. 1985 wurde sie mit erst 36 Jahren zur Richterin am Landessozialgericht ernannt. Nicht lange nach der Ernennung bot der Präsident des Landessozialgerichts Monika Paulat eine Stelle in der Gerichtsverwaltung an. Sie war zunächst Präsidialrichterin für Justitiarangelegenheiten und schließlich Präsidialrichterin für Personalangelegenheiten. Nach dem frühen Tod des Präsidenten leitete sie gemeinsam mit dem Vizepräsidenten das Landessozialgericht Niedersachsen.

### 1989–1996: Präsidentin der Sozialgerichte Oldenburg und Hannover
Im Januar 1989 wurde sie zur Präsidentin des Sozialgerichts Oldenburg ernannt.
Ab 1992 stellte sie sich als Präsidentin des Sozialgerichts Hannover einer großen Herausforderung: Dort waren, so Monika Paulat, schwierige Verwaltungsaufgaben zu erfüllen.

### 1996–2002: Präsidentin des Landessozialgerichts Bremen und des Landessozialgerichts Niedersachsen
Im Dezember 1995 war der Präsident des Landessozialgerichts Bremen in Pension gegangen. Monika Paulat wechselte in das Bundesland Bremen und wurde am 1. April 1996 zur Präsidentin des kleinsten Landessozialgerichts der Republik, des Landessozialgerichts Bremen, ernannt.
Ende 1997 wurde die Idee eines gemeinsamen Landessozialgerichts Niedersachsen-Bremen geboren. Monika Paulat unterstützte dieses Vorhaben Gemeinsames Landessozialgericht, das das erste in der Bundesrepublik werden sollte. In Vorbereitung der Zusammenlegung übernahm sie vom 1. April 1999 bis 2002 die Leitung des Landessozialgerichts Niedersachsen, dessen Präsident ausgeschieden war, und hatte dabei gegen viele Widerstände gegen den Zusammenschluss am 1. April 2002 zu kämpfen.

### 2002–2009: Präsidentin des Landessozialgerichts Niedersachsen-Bremen
Vom 1. April 2002 bis 2009 leitete sie das neu geschaffene Landessozialgericht Niedersachsen-Bremen mit Hauptsitz in Celle und einer Zweigstelle in Bremen. Auch in der Folge begleitete und prägte sie die Fusion des Landessozialgerichts Bremen und des Landessozialgerichts Niedersachsen maßgeblich.
Im Januar 2005 wurden Arbeitslosenhilfe und die Sozialhilfe für Erwerbsfähige zu Hartz IV zusammengelegt, und die Sozialgerichtsbarkeit hatte die Zuständigkeit hierfür erhalten. Die Sozialgerichtsbarkeit in Niedersachsen wurde innerhalb kürzester Zeit mit Verfahren überflutet und brauchte personelle Unterstützung, die sie zeitversetzt auch bekam: Der Jahresanfang 2006 brachte eine dauerhafte Verstärkung um 32 Richterstellen für die Sozialgerichtsbarkeit, davon 10 für das Landessozialgericht, und 17 Stellen im nichtrichterlichen Dienst.
Die Gerichtsbarkeit verjüngte sich enorm und stand nun stark im Lichte des öffentlichen Interesses.

### 2009–2014: Präsidentin des Landessozialgerichts Berlin-Brandenburg
Im Herbst 2008 begannen erste Gespräche über einen erneuten Wechsel des beruflichen Wirkungskreises von Monika Paulat. Am 29. Mai 2009 wurde sie zur Präsidentin des Landessozialgerichts Berlin-Brandenburg in Potsdam ernannt und am 19. Juni 2009 von Justizsenatorin Gisela von der Aue und der damaligen brandenburgischen Justizministerin Beate Blechinger in ihr neues Amt eingeführt. Damit wechselte Monika Paulat noch einmal das Bundesland. Sie leitete dieses Gericht bis zu ihrer Pensionierung im Januar 2014. Ihre Nachfolgerin Sabine Schudoma konnte erst am 4. August 2017 zur Präsidentin ernannt werden: Das Verfahren zur Wiederbesetzung der Stelle hatte sich wegen der Klage eines unterlegenen Mitbewerbers stark verzögert. In dem Verfahren wurde diesem vom Verwaltungsgericht Potsdam bescheinigt, nicht ansatzweise über die erforderlichen Qualifikationen zu verfügen.

## Ämter und Mitgliedschaften
- 25. Januar 2006: Gründungsmitglied, später Präsidentin des Deutschen Sozialgerichtstags e. V. (Stand: Januar 2021)[8][9] Dieser unterbreitet dem Gesetzgeber Vorschläge für künftige Reformen, auch zur Straffung des Verfahrensrechts.
- Mitglied im Sozialpolitischen Ausschuss des Sozialverbandes Deutschland[10]
- Mitglied im Deutschen Juristinnenbund, 2011 stellvertretende Vorsitzende[1]
- Vorsitzende des Beirats des Trägervereins der Akademie für Rechtskultur und Rechtspädagogik e.V.[11]

## Inhaltliche Positionen
Im Vorfeld des Urteils des Bundesverfassungsgerichts über die Regelsätze führte sie zu den Erwachsenenregelsätzen aus „Bei aller Kritik, die man auch daran vielleicht üben kann: So schnell werden die Verfassungsrichter das nicht kippen, auch ich selbst sehe da weniger ein Problem. ... Während sich der Gesetzgeber bei den Erwachsenen immerhin bemüht hat, deren Bedarf realitätsbezogen zu ermitteln, hat er darauf bei den Kindern gänzlich verzichtet.“ Als sie als geladene Sachverständige anlässlich der mündlichen Verhandlung, aus den Aussagen der Regierungsvertreter erfahren hatte, wie dieser Eckregelsatz zustande kam, bezweifelt sie ihre eigene Stellungnahme. Das Bundesverfassungsgericht hat in seiner Entscheidung festgestellt, dass auch die Erwachsenenregelsätze in vielen Punkten „ins Blaue hinein“ geschätzt wurden und somit verfassungswidrig zustande kamen.
Als 2011 eine Zusammenlegung von Verwaltungs- und Sozialgerichten im Raum stand, setzte sich Monika Paulat auch als Präsidentin des Deutschen Sozialgerichtstags e. V., für eine Beibehaltung einer eigenständigen Sozialgerichtsbarkeit ein. Die Sachnähe und Kenntnis der Sozialgerichte bei Anliegen rechtsschutzsuchender Bürger habe sich bewährt.
2011 äußerte Monika Paulat, sie empfinde Stolz darauf, dass die Hälfte der Landessozialgerichte von einer Frau geführt würden. „Frauen führen anders. Das muss nicht heißen, dass sie immer besser führen als Männer. Sie führen aber teamorientierter, sind kommunikativer, vielleicht auch manchmal fleißiger. Sie sind in der Regel jedenfalls weniger eitel und selbstbezogen, weniger an Statussymbolen interessiert, sie üben die ihnen anvertraute Macht menschlicher aus. Ausnahmen bestätigen aber auch hier die Regel.“
In der Schießstandaffäre der Berliner Polizei war Monika Paulat Vorsitzende der von Innensenator Andreas Geisel (SPD) eingesetzten Kommission zum Ausgleichsfonds für die betroffenen Beamten. Nach Informationen des Tagesspiegels waren Zweifel an Paulats Neutralität in dieser Position aufgekommen, als Äußerungen über den Verein Biss, die Interessengemeinschaft von Betroffenen, bekannt geworden waren. Die Juristin habe dem Verein in einem Vermerk vom 27. Februar 2019 „Militanz“, „besserwisserische Uneinsichtigkeit“, „Ignoranz“ und „Selbstüberzeugtheit“ vorgeworfen. Sie habe intern dafür plädiert, das von Geisel verantwortete Vorhaben trotz Kritik von betroffenen Polizeibeamten zu retten.
Monika Paulat war Mitglied der Haasenburg-Kommission. Diese untersuchte die Vorfälle in den Kinder- und Jugendheimen der Haasenburg GmbH, die 2013 zur Schließung der Einrichtungen geführt hatten. Als Lehre aus diesem Skandal setzte sie sich für eine Trennung von Beratung und Kontrolle in derartigen Häusern ein und regte eine Fachtagung an, die das MBJS im Juli 2014 veranstaltete.

## Engagement
In ihrer Eigenschaft als Präsidentin des Deutschen Sozialgerichtstages e. V. verfasste sie zahlreiche Stellungnahmen zu Referentenentwürfen für Bundesgesetze und Einschätzungen zu Urteilen hochrangiger Gerichte: So gab sie beispielsweise 2019 eine vorläufige Einschätzung aus juristischer Sicht zum Urteil des Bundesverfassungsgerichts vom 5. November 2019 zu den Sanktionen des SGB II ab. Am 18. April 2019 verfasste sie für den Verein eine Stellungnahme zum Referentenentwurf für ein Gesetz für eine faire Kassenwahl in der gesetzlichen Krankenversicherung (Faire-Kassenwahl-Gesetz). Im Oktober 2020 gab sie die Stellungnahme des Deutschen Sozialgerichtstages e.V. zum Referentenentwurf für ein Gesetz zur Stärkung von Kindern und Jugendlichen (Kinder- und Jugendstärkungsgesetz, KJSG) heraus.

## Privates
Monika Paulats Mutter hatte eine Banklehre absolviert, ihr Vater war Grundschul- und Sonderschullehrer. Ein früher Berufswunsch der späteren Juristin war, in Anlehnung an den Beruf ihres Vaters, Lehrerin, später auch Ärztin. Während ihrer Referendariatszeit in Aurich lernte sie ihren späteren Ehemann Winfried Paulat kennen. Er war nach dem Studium Rechtsanwalt, später Notar in Aurich. Sie hat keine Kinder.

## Publikationen (Auswahl)
- Deutscher Sozialgerichtstag e. V. (Hrsg.), Monika Paulat, Wulf Sonnemann: Sozialgerichtsgesetz SGG. Textausgabe mit GVG, ZPO, VwGO, Einführung, Materialien. SR: Reihe DSGT Praktikertexte, Stuttgart 2008, ISBN 978-3-415-04080-9.
- Monika Paulat, Susanne Weßler-Hoth: SGG. Sozialgerichtsgesetz. 2. Auflage. Richard Boorberg Verlag, Stuttgart 2014, ISBN 978-3-415-04881-2.